# Książ Śląski
Książ Śląski (Duits: Fürstenau) is een plaats in het Poolse district  Nowosolski, woiwodschap Lubusz. De plaats maakt deel uit van de gemeente Kożuchów en telt 340 inwoners.